# Deudorix simsoni
Deudorix simsoni är en fjärilsart som beskrevs av William Henry Miskin 1874. Deudorix simsoni ingår i släktet Deudorix och familjen juvelvingar. Inga underarter finns listade i Catalogue of Life.